# Laurier—Sainte-Marie
Pour les articles homonymes, voir Laurier et Sainte-Marie.
Circonscription électorale fédérale du Canada
Laurier—Sainte-Marie (auparavant Laurier) est une circonscription électorale fédérale canadienne située sur l'île de Montréal, au Québec.
Le nom de Laurier provient de l'avenue Laurier, du Plateau Mont-Royal, elle-même nommée d'après l'ancien premier ministre du Canada Wilfrid Laurier. Sainte-Marie rappelle l'ancien nom de ce quartier du centre-sud de Montréal.
Circonscription de Gilles Duceppe (Bloc québécois) de 1990 à 2011, elle est actuellement représentée à la Chambre des communes par Steven Guilbeault, membre du Parti libéral du Canada.

## Historique

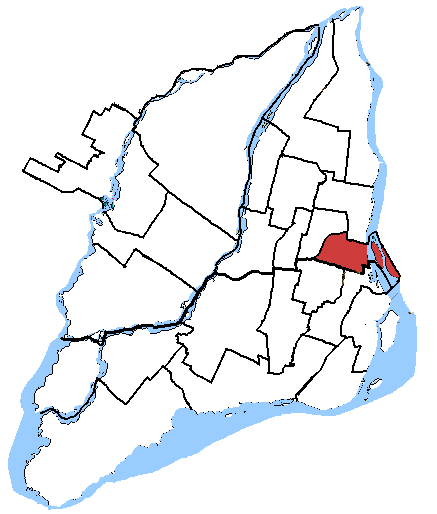
La circonscription telle qu'elle est disputée des élections fédérales de 2004 à 2011.

La circonscription de Laurier—Sainte-Marie est créée en 1987 à partir des circonscriptions de Laurier, Montréal—Sainte-Marie et Saint-Jacques. En 2003, Laurier—Sainte-Marie est abolie et son territoire réparti entre la nouvelle circonscription de Laurier et la circonscription de Hochelaga. Cependant, dès 2004, la circonscription de Laurier reprend le nom de Laurier—Sainte-Marie.
Lors du redécoupage électoral de 2013, Laurier—Sainte-Marie gagne un peu de territoire aux dépens de Hochelaga, mais en perd sur Outremont. Sa limite sud avec l'ancienne circonscription de Westmount—Ville-Marie devenue Ville-Marie—Le Sud-Ouest—Île-des-Sœurs en 2013 est redécoupée de telle sorte que Laurier—Sainte-Marie gagne du territoire à un endroit mais en perd à d'autres. Elle perd en particulier le Vieux-Montréal et les îles du parc Jean-Drapeau, n'étant dès lors plus délimitée avec la Rive-Sud de Montréal.

## Géographie
La circonscription est constituée de portions des arrondissements du Plateau-Mont-Royal et de Ville-Marie de la ville de Montréal, dont notamment les quartiers du Plateau Mont-Royal et du Village gai.
Les circonscriptions limitrophes sont Ville-Marie—Le Sud-Ouest—Île-des-Sœurs, Outremont, Rosemont—La Petite-Patrie et Hochelaga.

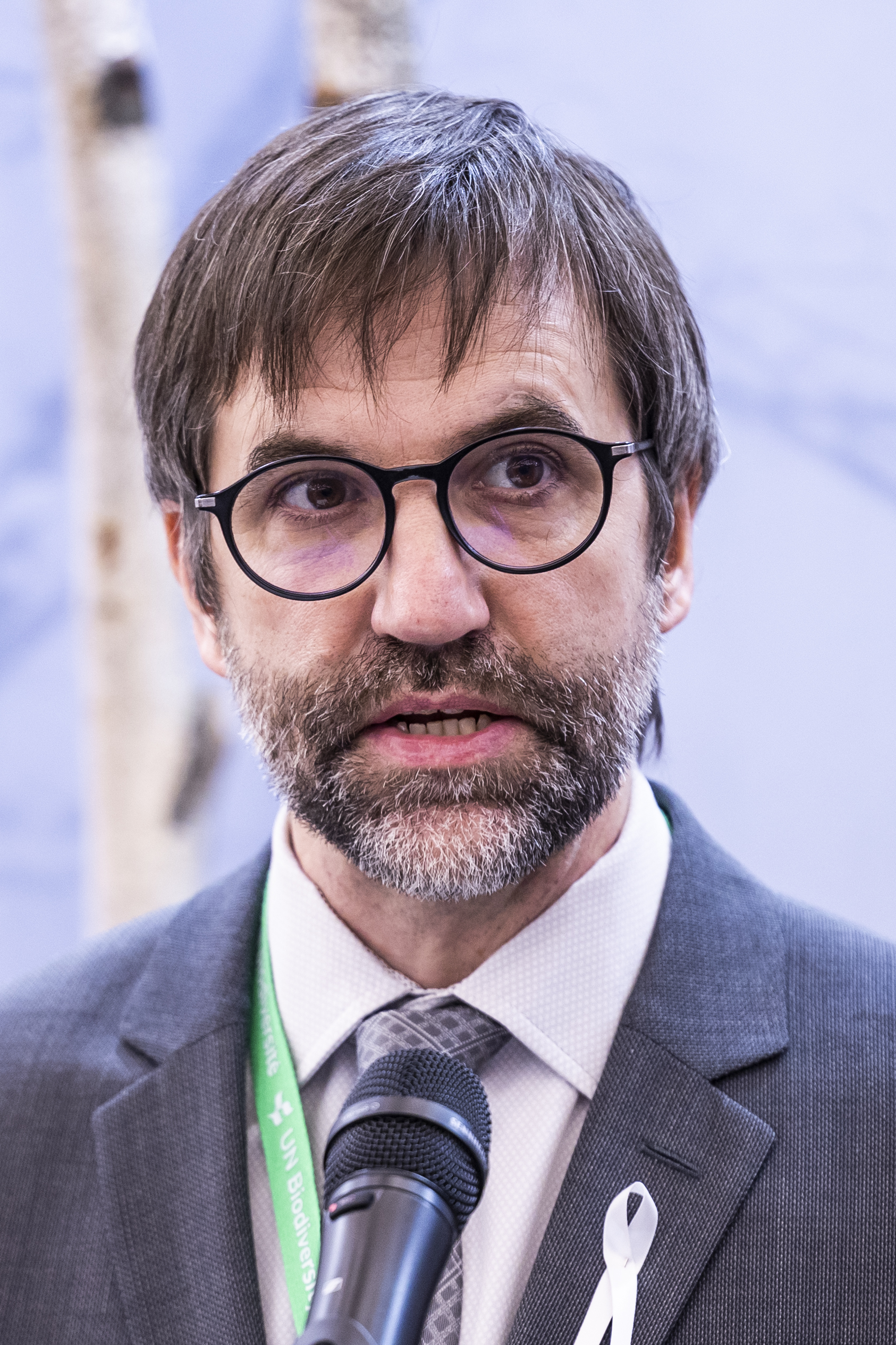
Steven Guilbeault est le député de Laurier—Sainte-Marie depuis 2019.

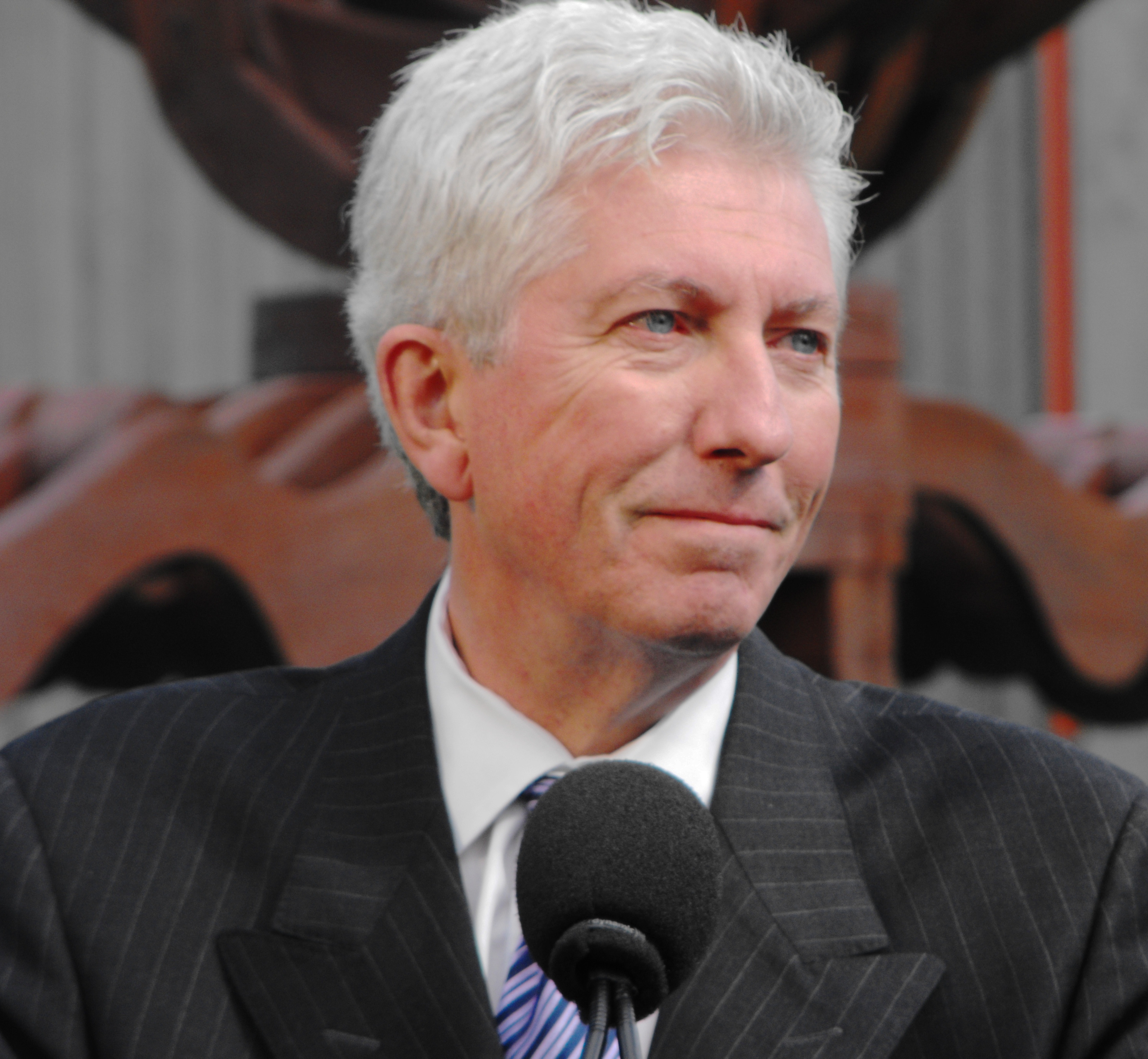
Gilles Duceppe est le député de la circonscription de 1990 à 2011.

## Députés
| Législature                                                                   | Années        | Député               | Parti | Parti          |
| ----------------------------------------------------------------------------- | ------------- | -------------------- | ----- | -------------- |
| Laurier—Sainte-Marie issue de Laurier, Montréal—Sainte-Marie et Saint-Jacques |               |                      |       |                |
| 34e                                                                           | 1988–1990     | Jean-Claude Malépart |       | Libéral        |
| 34e                                                                           | 1990          | Gilles Duceppe       |       | Indépendant    |
| 34e                                                                           | 1990–1993     | Gilles Duceppe       |       | Bloc québécois |
| 35e                                                                           | 1993–1997     | Gilles Duceppe       |       | Bloc québécois |
| 36e                                                                           | 1997–2000     | Gilles Duceppe       |       | Bloc québécois |
| 37e                                                                           | 2000–2004     | Gilles Duceppe       |       | Bloc québécois |
| Laurier                                                                       |               |                      |       |                |
| 38e                                                                           | 2004–2006     | Gilles Duceppe       |       | Bloc québécois |
| Laurier—Sainte-Marie                                                          |               |                      |       |                |
| 39e                                                                           | 2006–2008     | Gilles Duceppe       |       | Bloc québécois |
| 40e                                                                           | 2008–2011     | Gilles Duceppe       |       | Bloc québécois |
| 41e                                                                           | 2011–2015     | Hélène Laverdière    |       | Néo-démocrate  |
| 42e                                                                           | 2015–2019     | Hélène Laverdière    |       | Néo-démocrate  |
| 43e                                                                           | 2019–2021     | Steven Guilbeault    |       | Libéral        |
| 44e                                                                           | 2021–2025     | Steven Guilbeault    |       | Libéral        |
| 45e                                                                           | 2025–en cours | Steven Guilbeault    |       | Libéral        |

1 : Candidat du Bloc québécois lors de l'élection partielle de 1990, Gilles Duceppe est cependant enregistré comme indépendant jusqu'en 1993.
2 : Gilles Duceppe est chef du Bloc québécois de 1997 à 2011.

## Résultats électoraux

### Tendances

#### Répartition des voix obtenu par les principaux partis
| |
| - Parti libéral - Parti conservateur - NPD - Bloc québécois - Parti vert - Parti populaire - Progressiste-conservateur (ancien) - Alliance canadienne (ancien) - Indépendant |

### Résultats détaillés
|       | Candidat                     | Parti              | # de voix | % des voix |
|       | Daniel Gaudreau              | Conservateur       | +02 242,  | 4,1 %      |
|       | Gilles Duceppe               | Bloc québécois     | +15 699,  | 28,71 %    |
|       | Christine Poirier            | Libéral            | +12 938,  | 23,66 %    |
|       | Hélène Laverdière (sortante) | NPD                | +20 929,  | 38,27 %    |
|       | Cyrille Giraud               | Vert               | +01 904,  | 3,48 %     |
|       | Pierre Fontaine              | Communiste         | +00102,   | 0,19 %     |
|       | Serge Lachapelle             | Marxiste-léniniste | +00103,   | 0,19 %     |
|       | Stéphane Beaulieu            | Parti libertarien  | +00604,   | 1,1 %      |
|       | Julien Bernatchez            | Indépendant        | +00160,   | 0,29 %     |
| Total | Total                        | Total              | 54 681    | 100 %      |

|       | Candidat                 | Parti              | # de voix | % des voix |
|       | Charles K. Langford      | Conservateur       | +01 764,  | 3,52 %     |
|       | Gilles Duceppe (sortant) | Bloc québécois     | +17 991,  | 35,9 %     |
|       | Philippe Allard          | Libéral            | +04 976,  | 9,93 %     |
|       | Hélène Laverdière        | NPD                | +23 373,  | 46,64 %    |
|       | Olivier Adam             | Vert               | +01 324,  | 2,64 %     |
|       | Sylvain Archambault      | Communiste         | +00137,   | 0,27 %     |
|       | François Yo Gourd        | Parti Rhinocéros   | +00398,   | 0,79 %     |
|       | Serge Lachapelle         | Marxiste-léniniste | +00077,   | 0,15 %     |
|       | Dimitri Mourkes          | Indépendant        | +00073,   | 0,15 %     |
| Total | Total                    | Total              | 50 113    | 100 %      |

|       | Candidat                 | Parti              | # de voix | % des voix |
|       | Charles K. Langford      | Conservateur       | +02 320,  | 4,84 %     |
|       | Gilles Duceppe (sortant) | Bloc québécois     | +24 103,  | 50,24 %    |
|       | Sébastien Caron          | Libéral            | +08 798,  | 18,34 %    |
|       | François Grégoire        | NPD                | +08 209,  | 17,11 %    |
|       | Dylan Perceval-Maxwell   | Vert               | +03 801,  | 7,92 %     |
|       | Samie Pagé-Quirion       | Communiste         | +00086,   | 0,18 %     |
|       | François Yo Gourd        | neorhino.ca        | +00447,   | 0,93 %     |
|       | Serge Lachapelle         | Marxiste-léniniste | +00118,   | 0,25 %     |
|       | Daniel "F4J" Laforest    | Indépendant        | +00093,   | 0,19 %     |
| Total | Total                    | Total              | 47 975    | 100 %      |